# خسوس گارای (کارگردان)
خسوس گارای (اسپانیایی: Jesús Garay‎؛ زادهٔ ۱۹۴۹) کارگردان فیلم، و فیلم‌نامه‌نویس اهل اسپانیا است.
از فیلم‌ها یا مجموعه‌های تلویزیونی که وی در آن‌ها نقش داشته‌است، می‌توان به معشوقه الوئیز اشاره نمود.